# Frumming Beck
Der Frumming Beck ist ein Wasserlauf in North Yorkshire und County Durham. Er entsteht als Mirk Fell Gill und fließt zunächst in nördlicher Richtung. Am Sleighholme Moor erreicht er den Pennine Way, der an seiner Nordseite verläuft und fließt dann in östlicher Richtung bis zu seiner Mündung in den Sleightholme Beck.